# ناریش
ناریش (به لاتین: Narysh) یک منطقهٔ مسکونی در روسیه است که در داغستان واقع شده‌است.